# トーマス・キャロウェイ・ラティモア
トーマス・キャロウェイ・ラティモア（Thomas Calloway Latimore, 1890年6月28日 - 1941年7月頃？）は、アメリカ合衆国の軍人。アメリカ海軍の将校として、駆逐艦母艦ドビンの艦長を務めたほか、1934年には米領サモア知事代行を務めた。1941年7月、日本軍による真珠湾攻撃が数ヶ月後に迫る中、ハワイ準州オアフ島にて消息を絶った。

## 経歴

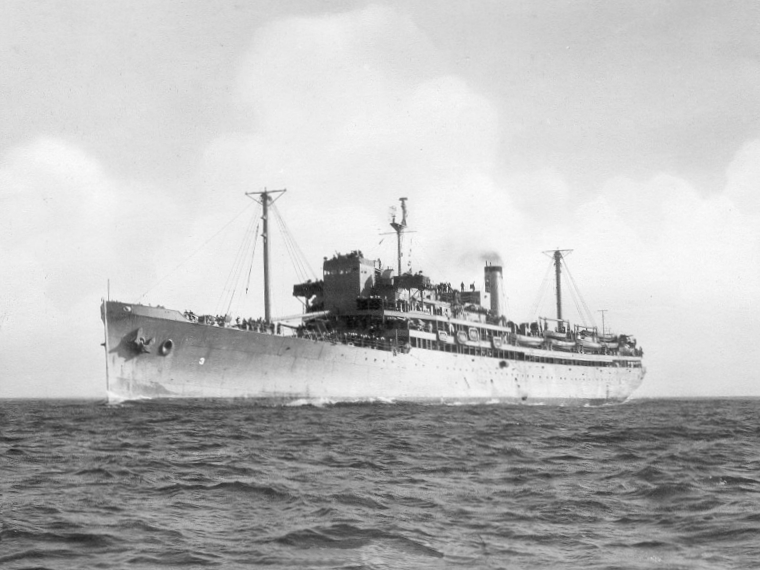
USSドビン（1941年頃）

1890年、テネシー州にて生を受ける。1910年、海軍兵学校に入学。1914年、兵学校を卒業して少尉に任官。1917年、中尉に昇進。1934年4月10日から4月17日まで米領サモア知事代行を務める。その後、海軍情報部での短期間の勤務を経て、ラティモアは未だ中佐の階級にあるにもかかわらず、1941年4月に真珠湾を根拠地とする駆逐艦母艦ドビンの艦長に任命された。

### 失踪
1941年4月にオアフ島に到着した直後、物静かで人付き合いを好まない男であったラティモアは、真珠湾を見下ろすことができるアイエア山脈でのハイキングに挑んだ。当時はまだ登山道も整備されていなかった。USSドビンの乗組員だったケネス・アイザックス二等事務係下士官（Kenneth Isaacs）の記憶によれば、この直後にラティモアは艦に戻ってきたものの、腕を怪我しており（滑落によるものとラティモアは説明した）、しばらくは腕をギプスで吊っていたという。
1941年7月までに腕は完治し、ギプスも取り外された。その後、51歳のラティモア中佐は、再びアイエア山脈に向かうところを目撃されたのを最後に姿を消した。この時、彼はカーキ色の制服を着用し、古い帽子を被り、杖を手にしていた。
彼が戻らなかったため、数百人の水兵と地元警察が動員され、アイエア山脈での捜索が行われた。陸軍のスコフィールド兵舎から軍用犬を連れた捜索隊が派遣されたものの、ラティモアの痕跡を見つけることはできなかった。1941年のうちに海軍による捜査が始まった。しかし、彼の失踪について納得のゆく説明が成されることはなかった。そのため、12月7日の真珠湾攻撃によって忘れ去られるまでは、ラティモア失踪事件は地元の報道で何度も取り上げられ、市井の人々の話題になることも多かった。
1942年7月19日、公的な死亡宣告（declared dead）が行われた。

## 海軍内での噂
アメリカ海軍内では、日本軍の諜報網に属する現地のハワイ人によって拉致・殺害されたという噂が広く信じられていた。当時の噂では、真珠湾を見下ろすアイエアの山で何らかの活動を行っていたスパイに遭遇して口封じのために殺されたとか、あるいはラティモアがかつて情報部に勤務した経験があったことから、依然として何らかの諜報上の重要性を帯びていたために暗殺のターゲットにされたなどと語られた。
海軍内で広く信じられていたもう1つの噂は、フランクリン・ルーズベルト大統領が真珠湾攻撃を事前に察知しながらも、アメリカを参戦させる口実としてこれを許容したという陰謀論（真珠湾攻撃陰謀説）に関連している。この噂によれば、ラティモアは情報部時代の伝手で日本軍の攻撃が迫っていることを察知しており、実際に攻撃が始まる前に姿を消したのだとされる。